# Mappia multiflora
Mappia multiflora är en tvåhjärtbladig växtart som beskrevs av Cyrus Longworth Lundell. Mappia multiflora ingår i släktet Mappia och familjen Icacinaceae. Inga underarter finns listade i Catalogue of Life.